# ادر دیگو
ادر دیگو (انگلیسی: Éder Diego؛ زادهٔ ۱۷ آوریل ۱۹۸۵) بازیکن فوتبال اهل برزیل است.
از باشگاه‌هایی که در آن بازی کرده‌است می‌توان به باشگاه ورزشی براگا اشاره کرد.